# Cesare Sermei

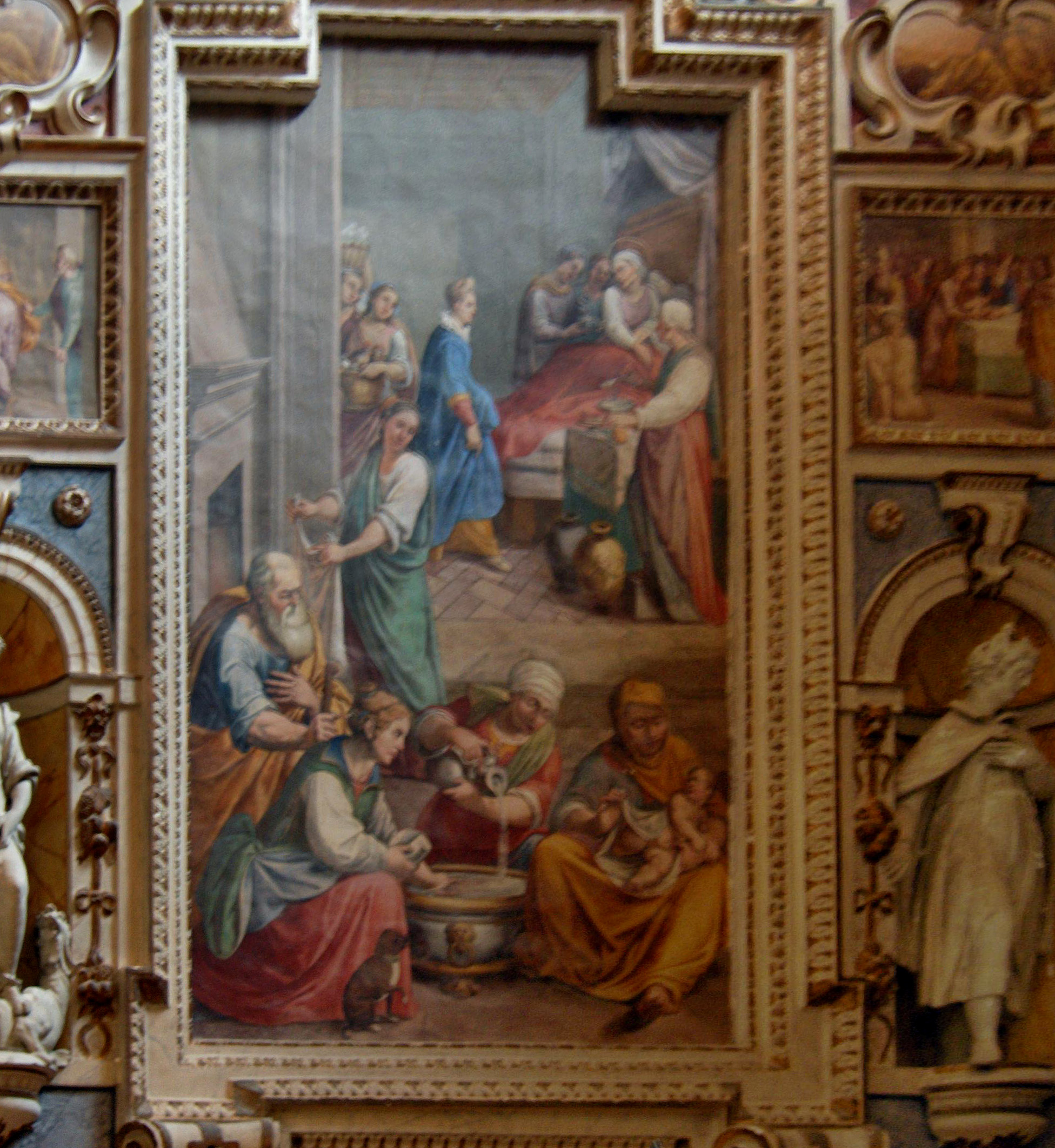
Cesare Sermei, Geboorte van Johannes de Doper by Cesare Sermei, Johannes de Doper-kapel, Basilica di Santa Maria degli Angeli in Assisi

Cesare Sermei, ook Il cavaliere Cesare en Cesare d'Assisi genoemd (Orvieto, ca. 1581, Assisi, 3 juni 1668), was een Italiaans kunstschilder uit de eerste helft van de 17e eeuw.

## Leven en werk
Hij heeft gewerkt in Assisi, Perugia en Foligno. Fresco's van zijn hand zijn o.a. te zien in de Sint-Franciscusbasiliek, de Basilica di Santa Maria degli Angeli en de Chiesa Nuova in Assisi.
- Bibliothèque nationale de France: cb17003335b (data)
- Gemeinsame Normdatei: 121181928
- International Standard Name Identifier: 0000 0000 8110 1604
- Library of Congress Control Number: n2002160386
- RKD-Nederlands Instituut voor Kunstgeschiedenis: 72006
- Système universitaire de documentation: 191374121
- Union List of Artist Names: 500008073
- Virtual International Authority File: 95730365
- WorldCat: E39PCjD7xVVbb9t8hp7Vw7w3cP